# Кінець (Фолаут)
Кінець (The End) — перший епізод першого сезону американського серіалу «Фолаут». Епізод написали Женева Робертсон-Дворет і Грем Вагнер, режисура Джонатана Нолана. Перший показ відбувся 10 квітня 2024 року разом із рештою сезону.

## Зміст
У 2077 році актор Купер Говард і його донька опинилися в Лос-Анджелесі під час ядерної атаки. Земля переживає ядерний голокост.
219 років потому групи людей живуть у підземних колоніях, відомих як «Сховища», побудованих «Vault-Tec». Мешканку Сховища 33 Люсі Маклін обирають для шлюбу за домовленістю з мешканцем Сховища 32. Після одруження пари відвідувачі Сховища 32 виявляються переодягненими рейдерами на чолі з Лі Молдевер. Батько Люсі і наглядач Сховища 33, Генк Маклін, змушений піти з ними на поверхню. Молодший брат Люсі Норм починає підозрювати відвідувачів зі Сховища 32 і досліджує порожнє сховище. Він виявляє, що Сховище 32 було пограбовано, і знаходить понівечений труп. Виявивши високий рівень радіації від її Піп-Боя, Люсі розуміє, що відвідувачі насправді є рейдерами з поверхні.
Люсі, всупереч правилам Сховища, вирішує сама вийти на поверхню, щоб розшукати батька. Тим часом претендент Братства сталі Максимус в тренувальному таборі отримує звання зброєносця і завдання знайти під командуванням лицаря Тайтуса члена Анклаву, що втік з потужною технологією.
Група мисливців за головами знаходить Говарда, перетвореного радіацією на гуля, і намагається вербувати його для пошуку того самого члена Анклаву. Натомість Говард вбиває їх і самотужки переслідує винагороду.

## Сприйняття та відгуки
Станом на березень 2025 року на сайті «IMDb» серія отримала 8.2 бала підтримки з можливих 10 при 16747 голосах користувачів.
Огляд для «XboxEra» від Джессі Норріса: «Шоу виглядає надзвичайно вірним всесвіту Bethesda Fallout. Цей світ не такий суворий, як кілька оригінальних ігор. Хоча, як ви побачите протягом сезону, він належним чином шанує їхню історію.»
Люсі Менґан писала для «Ґардіан»: «Ця бездоганно зроблена, надзвичайно дотепна постапокаліптична драма — ще одна блискуча адаптація відеоігри. Це смішно, самобутньо та напружено — дивовижний баланс».
В огляді «Substack» Лесом Чаппелем зазначалося: «Серіалу Fallout вдалося досягти успіху в двох напрямах. Це шоу, яке доводить своє розуміння канону, від зовнішньої іконографії „Волт-Бой“ і силової броні до перекрученого почуття гумору, яке проходить через усе, що ні в якому разі не повинно бути смішним. Він відповідає підвищеній реальності оригінальних ігор. Серіалу вдається прокласти свій власний шлях через пустку, одразу створюючи відчуття особистості. Часто жорстока, часто кумедна, і вихваляючись багатством в кастингу, це має потенціал вилетіти на вищий рівень ігрових адаптацій.»
У «Den of Geek» Бернардом Боо в огляді зазначено: «Телевізійна адаптація Fallout від Prime Video робить те, чого ніколи не було в іграх легендарної франшизи — ставить розповідь понад усе. Шоу справді з любов'ю відтворює ядерну Пустку у спосіб, який залишається вірним серіалу. Але історія абсолютно нова та неочікувано спонукає до роздумів. Телевізійні персонажі набагато складніші, ніж їхні аналоги у відеоіграх. Хоча, чесно кажучи, вони мають перевагу в тому, що їм не доводиться стояти неприродно нерухомо, дивлячись прямо в камеру, коли є що сказати.»
Оглядач Slant Magazine Нів Султан писав: «Fallout зображує чудеса й жахи каліфорнійської пустки — повністю отруєної пустелі мутованих тварин і тимчасових спільнот — із проникливою перспективою та вражаючою спритністю тону. Це абсурдистське, жахливе та еклектично смішне дослідження нестримної корпоратизації, військового індустріалізму та життя після кінця часів.»

## Музичний супровід
Музику до епізоду написав Рамін Джаваді. В епізоді звучало багато пісень, зокрема «Orange Colored Sky» Нета Кінга Коула, «Don't Let the Stars Get in Your Eyes» Перрі Комо, «Some Enchanted Evening» The Castells, «So Doggone Lonesome» і «All Over Again» «All Over Again» Джонні Кеша та «Crawl Out Through The Fallout» Шелдона Оллмана.

## Знімались
| Актор                | Роль           |
| -------------------- | -------------- |
| Елла Пернелл         | Люсі           |
| Аарон Мотен          | Максимус       |
| Кайл Маклаклен       | Генк Маклін    |
| Мойзес Аріас         | Норм Маклін    |
| Кселія Мендес-Джонс  | Дейн           |
| Волтон Гоггінс       | Гуль           |
| Саріта Чоудрі        | Лі Молдевер    |
| Леслі Аггамс         | Бетті          |
| Майкл Крістофер      | Клірик Квінт   |
| Джонні Пембертон     | Тадеус         |
| Майкелті Вільямсон   | Гончо          |
| Метт Беррі           | Генді          |
| Зак Черрі            | Вуді Томас     |
| Аннабель О'Гаган     | Стефані Гарпер |
| Дейв Регістер        | Чет            |
| Родріго Луцці        | Рег            |
| Кемерон Копертвейт   | Монті          |
| Хасінто Тарас Ріддік | Клерік         |